# اندیس اورس کوه
اورس کوه یک اندیس فلزی است که در حوالی شهر جام استان سمنان قرار دارد و مادهٔ معدنی موجود در آن، سرب و روی است.  